# Boris Ouspenski
Pour les articles homonymes, voir Ouspenski.
Boris Andreïevitch Ouspenski (en russe : Борис Андреевич Успенский) (né le 1er mars 1937 à Moscou) est un philologue, sémioticien et mythographe russe.

## Biographie
Diplômé de l'Université de Moscou (1960), Ouspenski a ensuite enseigné dans cette même université. Il a également dispensé son enseignement à Harvard, à l’université Cornell, ainsi qu’à celles de Vienne, de Graz, de Naples - L'Orientale, et de Lugano. Il est membre de plusieurs sociétés savantes et académies européennes.
Ouspenski est issu de l’école de pensée représentée par le philologue et sémioticien russe Youri Lotman, de l’ université de Tartu, avec lequel il a travaillé à. Ses principaux travaux se sont attachés à la situation linguistique dans la Russie kiévienne et à son importance dans l'étude du russe littéraire, aux études philologiques dans la sphère des antiquités slaves, et aux principes de la topologie structurale.
Il est notamment connu pour ses travaux sur la sémiotique des icônes russes.

## Ouvrages

### En russe
- Архаическая система церковнославянского произношения (Из истории литургического произношения в России), М., 1968
- Из истории русских канонических имён (История ударения в канонических именах собственных в их отношении к русским литературным и разговорным формам), М., 1969
- Первая русская грамматика на родном языке, 1975
- Филологические разыскания в области славянских древностей (Реликты язычества в восточнославянском культе Николая Мирликийского), М., 1982
- Краткий очерк истории русского литературного языка, М. 1994
- Избранные труды, М., 1994—1997, т. 1-3
- Семиотика искусства, М., 1995
- Царь и патриарх, М., 1998
- Борис и Глеб: восприятие истории в Древней Руси, М., 2000
- История русского литературного языка (XI—XVII вв.), М., 2002
- Крестное знамение и сакральное пространство, М., 2004
- Этюды о русской истории", СПб., 2002
- Историко-филологические очерки, М., 2004
- Крест и круг, М., 2006
- Ego Loquens. Язык и коммуникационное пространство, М., 2007

### En anglais
- Linguistic Situation in Kievan Rus and Its Importance for the Study of the Russian Literary Language
- Philological Studies in the Sphere of Slavonic Antiquities
- The Principles of Structural Topology
- The Semiotics of the Russian Icon, 1976

### En français
- textes choisis et présentés en collaboration avec Y. Lotman, École de Tartu, Travaux sur les systèmes de signes : école de Tartu, trad. d’Anne Zouboff, Bruxelles & Paris, Éditions Complexe & Presses universitaires de France, 1976
- avec Y. Lotman, Sémiotique de la culture russe : études sur l'histoire, trad. de Françoise Lhoest, Lausanne, L'Âge d'homme, 1990